# Токийски процес
Международният военен трибунал за Далечния Изток, известен като Токийски процес, е военен съд, свикан на 29 април 1946 г. за повеждане под отговорност на ръководителите в Японската империя за съвместна конспирация за започване и водене на война, конвенционални военни престъпления и престъпления срещу човечеството.
Изпратени са съдии и прокурори от единадесет държави: Великобритания, Австралия, Канада, Китай, Франция, Индия, Нидерландия, Нова Зеландия, Филипините, Съветския съюз и САЩ. Защитата е съставена от японски и американски адвокати.
28 японски военни и политически водачи са обвинени в 55 отделни престъпления, включващи воденето на агресивна война, убийства, конвенционални военни престъпления срещу военнопленници, цивилни затворници и жителите на окупираните територии. Сред защитниците са бивши министър-председатели, бивши министри на външните работи и бивши военни командири. В хода на процеса, съдът отсъжда, че 45 от обвиненията, включително всички за убийства, са или излишни, или непозволени от устава на съда.
Двама от защитниците умират по време на съдебния процес, един е обявен за невменяем, а бившият министър-председател Фумимаро Коное се самоубива в навечерието на процеса. Останалите защитници са намерени за виновни поне по едно обвинение. По време на процеса са проведени 818 открити съдебни заседания и 131 закрити такива. Трибуналът разглежда 4356 документални доказателства и 1194 свидетелски показания. Седем от обвиняемите, сред които са и бившите министър-председатели Коки Хирота и Хидеки Тоджо, са осъдени на смърт чрез обесване, а присъдата им е изпълнена на 23 декември 1948 г. Петнадесет от обвиняемите са осъдени на доживотен затвор.
Трибуналът е официално закрит на 12 ноември 1948 г.

## Прелюдия
Трибуналът е основан за изпълнение на Каирската декларация, Потсдамската декларация, акта за капитулация на Япония и целите на Московската конференция. Потсдамската декларация от юли 1945 г. предвижда, че „суровото правосъдие ще срещне всички военни престъпници, включително тези, които са проявили жестокост към нашите затворници“, макар да не уточнява конкретен съдебен процес. Основите на Токийския процес са положени на 19 януари 1946 г. Появяват се, обаче, силни разногласия сред Съюзниците относно това кой да бъде поведен под отговорност и как. Въпреки липсата на консенсус, генерал Дъглас Макартър (главнокомандващ на съюзническите окупационни сили в Япония) решава да предприеме арести. На 11 септември, седмица след капитулацията на Япония във Втората световна война, той нарежда да бъдат арестувани 39 заподозрени, повечето от тях членове на военния кабинет на Хидеки Тоджо. Тоджо се опитва да се самоубие, като се прострелва в гърдите, но е спасен от американските лекари.

## Създаване на трибунала
На 19 януари 1946 г. Макартър издава прокламация, разпореждаща създаването Международен военен трибунал за Далечния изток (на английски: International Military Tribunal for the Far East). На същия ден той одобрява и указ, който уточнява как трибуналът следва да бъде съставен, как ще функционира и какви престъпления ще разглежда. Като цяло, той следва вече положения модел на Нюрнбергските процеси. На 25 април са положени правилата на процесите.
Трибуналът е свикан на 29 април 1946 г., а съдебните процеси се провеждат в сградата на Военното министерство в Токио. Те продължават повече от две години и половина.

## Спор за легитимността на трибунала
Както и Нюрнбергския трибунал срещу Третия райх, съдът се провежда само от представители на страни, воювали самостоятелно или като колонии срещу Япония, а Съединените щати са и неин окупатор, правещо трибунала пример за "Правосъдие на Победителя", и освен това не се търси наказателна отговорност за извършените от победителите военни престъпления. Но докато Нацистка Германия осъществява основно военни действия срещу суверенни държави, с изключение на войната й срещу Китай Япония води военни действия за завоюването на западните колонии в Югоизточна, Южна Азия и Океания. Освен това по времето на трибунала участващата в него Нидерландия воюва в опит за възстановяването на колониалното си господство в бъдещата Индонезия, а Франция - в Индокитай. Не е отчетен като смекчаващо вината обстоятелство и факта, че Японската империя е провокирана да започне войната от САЩ, Великобритания и напълно подчиненото на Лондон към втората половина на 1940 година Нидерландско Правителство в изгнание, замразили японски активи и наложили нефтено ембарго на страната, воюваща по това време в Китай, застрашавайки така икономиката й с колапс, а военните й усилия - с провал, и принудили я да започне настъпление в Западните колонии с цел да си осигури от тях нужните ресурси. Също така процеса е съзнателно манипулиран от американските окупационни власти с цел император Хирохито да не бъде подведен под отговорност и съден за военни престъпления, независимо че по предвоенната конституция на Япония той е ръководител на империята, главнокомандващ на Воържените сили, обявява война, сключва мир и подписва Международните договори и нито един член на конституцията не ограничава императорските пълномощия,с цел да бъде запазена Японската монархия, заради страха, че обратните действия ще предизвикат национална противоамериканска революция, а американците ще загубят възможността да контролират Япония чрез монархията.